# Lewis B. Schwellenbach
Lewis Baxter Schwellenbach (ur. 20 września 1894 w Superior, zm. 10 czerwca 1948 w Waszyngtonie) – amerykański polityk, członek Partii Demokratycznej, sekretarz pracy.

## Działalność polityczna
W okresie od 3 stycznia 1935 do rezygnacji 16 grudnia 1940 był senatorem Stanów Zjednoczonych z Waszyngtonu (1. Klasa). Od 1 lipca 1945 do śmierci 10 czerwca 1948 był sekretarzem pracy w gabinecie prezydenta Trumana.